# Трифоново (Болгарія)
Три́фоново (болг. Трифоново) — село в Монтанській області Болгарії. Входить до складу общини Монтана.

## Населення
За даними перепису населення 2011 року у селі проживали 145 осіб, усі — болгари.
Розподіл населення за віком у 2011 році:
Динаміка населення: